# Isla Mercury
La isla Mercury (en inglés: Mercury Island) es una pequeña isla rocosa de la costa Diamond (o Costa del Diamante), Namibia. A pesar de su pequeño tamaño es reconocida por diversos grupos globales de conservación como una de las Áreas Importantes para la cría de aves marinas costeras.
La isla Mercury se encuentra a 800 metros de la costa en la bahía de Spencer, 110 kilómetros al norte de la localidad de Lüderitz. La isla posee sólo 750 m de largo (N-S) y unos 270 m de ancho, alcanzando una altura máxima de 38 metros sobre el nivel mar. Empinada y rocosa, y sin vegetación, esta cubierta de una gruesa capa de guano de aves y lleno de una serie de cuevas (una de ellas divide completamente la isla), el nombre de Mercury viene de la agitación que se produce en la isla durante la acción del oleaje del oeste. Junto con la isla Ichaboe,  mercury es una de las dos islas más importantes que son lugares de reproducción de aves marinas a lo largo de la costa de Namibia. Por lo tanto, está permanentemente habitada por una estación de investigación de aves conformada por dos personas, construida sobre los restos de un muelle minero de aves guaneras a lo largo del lado noreste de la isla. esta isla de 3 hectáreas alberga a 16.000 pingüinos, 1200 alcatraces y 5000 cormoranes, que se trasladan a decenas de kilómetros hacia el mar, y vuelven a la isla para reproducirse.

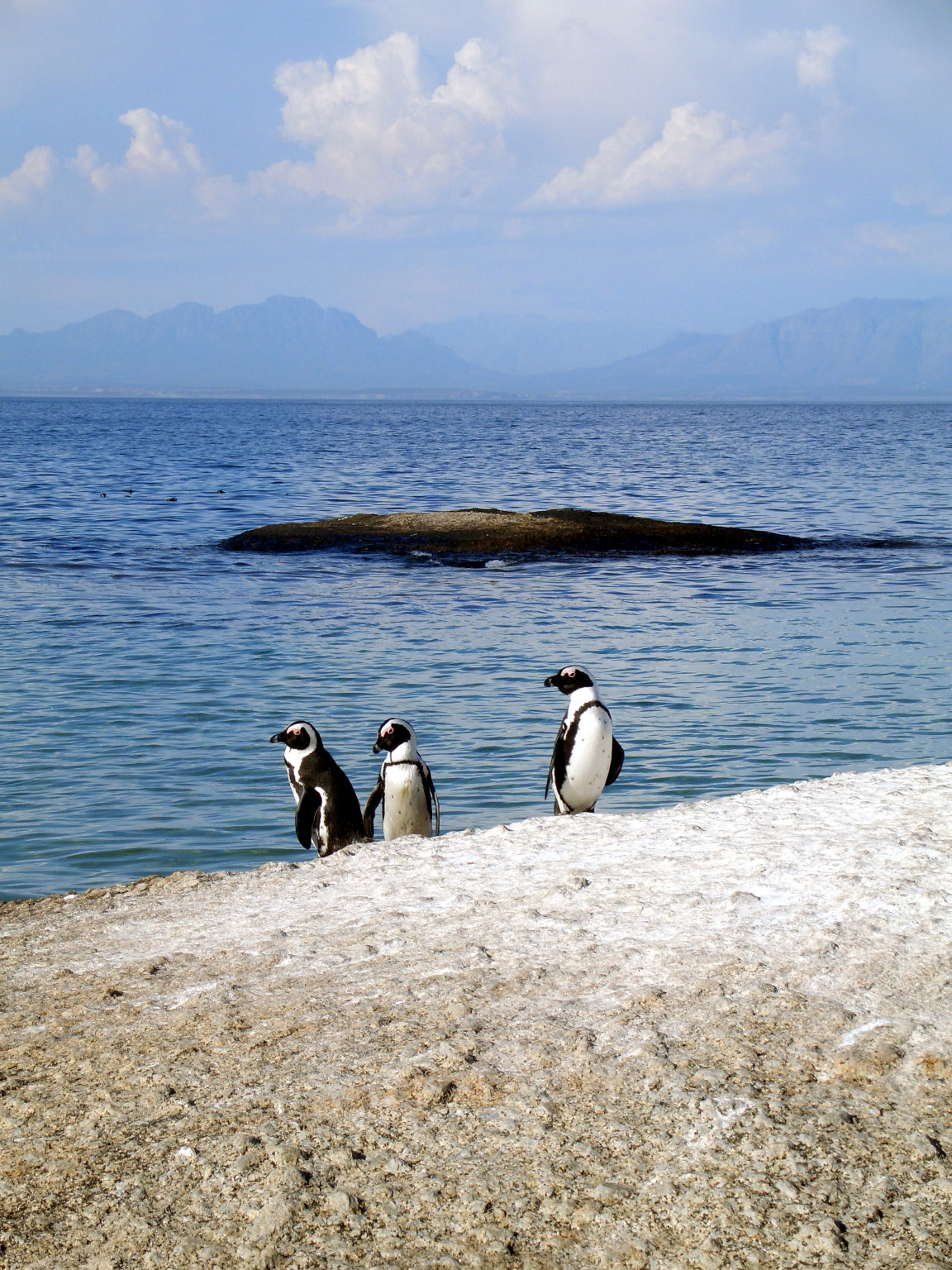
La Isla Mercury y las islas cercanas albergan el 96% de la población de pingüinos africanos, en peligro de Namibia

## Historia
Un capitán estadounidense de caza de focas, el capitán Benjamin Morrell, escribió en 1832 en sus memorias (escritas por un tercero), "Narrativa de cuatro viajes", que los depósitos de guano en la isla de Ichaboe tenían una profundidad de 7,6 metros. Aseguró que una inversión de 30.000 dólares produciría en dos años una ganancia de "entre el diez y el mil quinientos por ciento".
El empresario de Liverpool Andrew Livingston investigó el yacimiento, lo que desencadenó una fiebre del guano. La explotación comenzó en 1841, y entre 1843 y 1845 unos 450 barcos atracaron en Ichaboe mientras sus tripulaciones recuperaban más de 300.000 toneladas de guano. La fiebre se extendió a Mercury y otras islas de Namibia. La extracción de guano destruyó el hábitat que había atraído a las aves marinas reproductoras que habían creado los depósitos.
El capitán Owen Owens y 19 tripulantes del SS Point Pleasant Park desembarcaron en el Mercury el 2 de marzo de 1945, después de que un submarino alemán hundiera su embarcación el 23 de febrero. El pesquero Boy Russell los rescató y los trasladó a Luderitz, en África del Sudoeste.